# リチャード・ローレンス (暗殺未遂犯)
リチャード・ローレンス（英語: Richard Lawrence, 1800年頃 - 1861年6月13日）は、イングランド生まれのアメリカ人塗装工。アメリカ合衆国史上初めてアメリカ大統領暗殺を図った人物として知られる。1835年1月30日、ローレンスは合衆国議会議事堂の屋外で大統領アンドリュー・ジャクソンをピストルで射殺しようとした。しかし彼が抜いたピストル2本はいずれも不発で暗殺は失敗し、ローレンスはその場で取り押さえられた。裁判でローレンスは精神異常による責任能力欠如のため無罪となり、余生を精神病院で過ごした。

## 生涯

### 前半生
ローレンスはイングランドで、1800/01年頃に生まれた。12歳の時に家族とともにアメリカに移民し、ワシントンD.C.に近いバージニア州に居を構えた。大人になってしばらくまでのローレンスの立ち振る舞いには、特に目立って異常な所はみられなかったとされている。後の暗殺未遂裁判で知人が証言したところによれば、若い頃のローレンスは「控えめだが勤勉で道徳的な」、「わりと立派な若者」であった。ローレンスは家屋の塗装を手掛ける職人として働くようになった。しかし1800年代の塗料には鉛、アンチモン、クロム酸塩、硫化物、バリウムといった有害物質が含まれており、ローレンスが30代から精神疾患の相を呈し始めた原因になったと考えられている。ローレンスは解離性障害を発症し、特に家族に対して暴力的に振る舞うようになった。

### 精神疾患
1832年11月までに、ローレンスの行動や精神の安定性に明らかな変化が見られるようになっていた。彼は突然家族にイングランドへ帰ると告げ、まもなくワシントンを後にした。その一か月後には戻ってきて、あまりにも寒いから海外へは行かないと家族に告げた。しかし間もなく、彼は風景画を学ぶためイングランドに戻ると言い出した。
この家出のときも、ローレンスはしばらくフィラデルフィアにとどまった後に家に帰って来た。彼が家族に語ったところによれば、名の知れぬ者たちが自分の海外渡航を妨害しており、またアメリカ政府も自分のイングランド渡航計画を認めてくれないのだということであった。さらに彼は、フィラデルフィア滞在中に新聞で自分の渡航計画や人格を批判する記事を何度も見たと主張した。それゆえ彼はワシントンに戻り、自分でイングランドに行くための船を買い船長を雇えるようになるまで待たざるを得ないのだというのであった。
この頃ローレンスは、唐突に塗装工の仕事を辞めていた。姉妹や同居している義兄弟に理由を問われたローレンスは、アメリカ政府から莫大な金を借りているので、自分で働く必要は無いのだと答えた。彼は自分がイングランド王リチャード3世でありイングランドに二つの領地を持っているからアメリカ政府が莫大な金を貸してくれているのだと信じ込むようになっていた。 さらにローレンスは、大統領アンドリュー・ジャクソンが第二合衆国銀行の公認を拒んでいるために、自分が借りている金を手に入れられないのだと思い込んだ。そしてジャクソンが大統領でなくなれば、副大統領マーティン・ヴァン・ビューレンが国立銀行を設立し、議会が彼のイギリス領地請求のための資金を支払うことを許可するだろうと考えるようになった。
ローレンスの人格や格好も劇的に変化していた。もともとは控えめな服装であった彼が、口ひげをたくわえ、高価で煌びやかな服を買い集め、日に三、四度も着替えるようになった。また自宅の戸口に立って何時間も街路を見つめていることもあった。近所の子供たちは彼を「王様リチャード」と呼んでからかったが、ローレンスはその意図に気づかず大いに喜んだ。また彼は被害妄想から他者に対し暴力的にもなっていた。ある時には、メイドが自分を嗤っていると思って殺そうとした。ローレンスはまた、些細な思い込みで家族（主に姉妹）に暴言や身体的虐待を加えるようになった。ある時には、姉妹が自分のことを話していると思い込んで文鎮で脅した。後の裁判では、こうした彼の奇妙な行動が目撃者の証言で明らかになっていった。複数の証人が、ローレンスが自分自身と無意味な会話をしたり、笑ったり罵ったりすることがあったと述べている。

### 大統領暗殺未遂

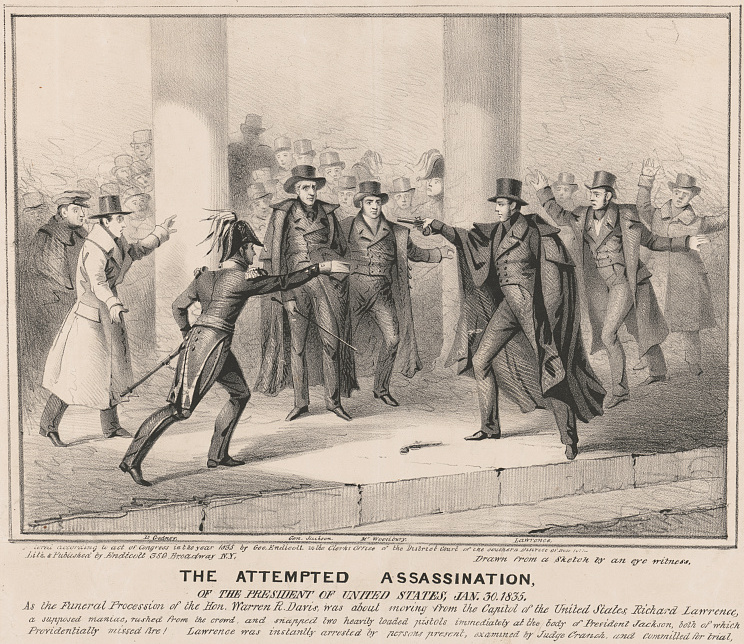
ローレンスのジャクソン大統領暗殺未遂を描いたエッチング

事件が起きる数週間前から、ローレンスはジャクソンの動向を観察していた。後の裁判での証言によれば、ローレンスはよく自分の塗料工場で腰かけ、自分自身を相手にジャクソンについての会話を交わしていた。1835年1月30日金曜日の事件当日も、ローレンスは塗料工場で本を手にして笑っていた。しかし突然、彼は立ち上がって「やらなければ呪われる」と口にし、工場を飛び出した。
この日の午後、ジャクソンは議会議事堂でサウスカロライナ州選出議員ウォーレン・D・デイヴィスの葬儀に出席していた。ローレンスはまず給仕のふりをして紛れ込んだが、ジャクソンに十分近づくことができなかった。しかしジャクソンが葬式から退席しようとした時、ローレンスはジャクソンが通るであろう東側のポルチコの柱付近に潜める場所を発見した。そしてジャクソンが近づいてきたとき、ローレンスは柱の陰から飛び出してジャクソンの背中にピストルを向けて引き金を引いた。ところがピストルから弾が出なかった。すぐさまローレンスはもう一丁持っていたピストルを抜いて再度ジャクソンを撃とうとしたが、これもまた不発に終わった。後の調査によると、ローレンスが使ったピストルは非常に湿気に弱いタイプで、かなり湿度が高かった事件当日に機能しなかったとされている。
自分が撃たれそうになっていたことに気づいたジャクソンは、ローレンスに近づいて彼を杖で殴った。すぐにデイヴィー・クロケット下院議員ら群衆が駆け寄り、ローレンスを組み伏せた。これでローレンスは、初めて現職アメリカ大統領暗殺（未遂）事件を起こした人物となった。

### 裁判とその後
1835年4月11日、ローレンスはコロンビア特別区裁判所で裁判にかけられた。フランシス・スコット・キーが検察官を務めた。ローレンスは粗暴で大げさな口ぶりで語り、また裁判の正当性を認めることを拒否した。ある時には法廷で「私が君たちに裁きを下すのだよ紳士諸君、君たちが私に、ではない。」などと発言した。わずか5分の審議の末、陪審員は「心神喪失のため無罪」との判決を下した。
その後、ローレンスは数々の施設や病院を転々とした。1855年にワシントンD.C.に新設された国立精神異常者病院 (後に聖エリザベス病院と改称)に入れられ、ここで余生を暮らし1861年6月13日に死去した。

## 暗殺未遂事件の余波
後の大統領暗殺（未遂）事件でもそうであったように、ローレンスがジャクソンを暗殺しようとした裏には何らかの陰謀があったという臆測が流布した。ジャクソン自身も含め、ジャクソンの政敵の誰かがローレンスを後押ししたのだと信じる者は少なくなかったが、そのような政敵とみられていた人物はいずれも事件への関与を否定した。ジャクソンの旧友でその任期の初期に副大統領を務めたものの決別し辞任していたジョン・カルフーン上院議員は、上院議場で自分は襲撃に関与していないと宣言した。ただジャクソンは、カルフーンが事件の黒幕であると信じていた。
またジャクソンは、カルフーンと同様かつてはジャクソンの友人で支援者であったミシシッピ州選出の上院議員ジョージ・ポインデクスターのことも疑っていた。彼は事件の数か月前に、ローレンスに家の塗装を依頼していた。ポインデクスターはミシシッピ州の自身の支持者に自分が陰謀に加担していなかったと納得させることができず、次の選挙で落選した。ただ、カルフーンやポインデクスターがジャクソンを殺害するためにローレンスと接触していた証拠は結局見つからなかった。